# 톰 파커 볼스
토머스 헨리 찰스 파커 볼스(영어: Thomas Henry Charles Parker Bowles, 1974년 12월 18일 ~ )는 영국의 음식 작가이자 음식 비평가이다. 파커 볼스는 7권의 요리책의 작가이고 2010년에 영국 음식에 대한 그의 글로 2010년 음식 작가 조합 상을 받았다. 그는 수많은 텔레비전 음식 시리즈의 심사위원으로 출연했고 GQ, 에스콰이어, 더 메일의 영국 전역과 해외의 식당 음식에 대한 리뷰로 유명하다.
파커 볼스는 영국 왕비 카밀라와 앤드루 파커 볼스의 아들이다. 그의 의붓아버지이자 대부는 찰스 3세이다. 그는 여동생 로라 로프스가 있다.